# Padroni di casa
Pour plus de détails, voir Fiche technique et Distribution.
Padroni di casa est un film italien réalisé par Edoardo Gabbriellini, sorti en 2012, avec Valerio Mastandrea, Elio Germano, Gianni Morandi et Valeria Bruni Tedeschi dans les rôles principaux. 

## Synopsis
Cosimo (Valerio Mastandrea) et Elia (Elio Germano) sont deux jeunes frères et entrepreneurs romains qui travaillent dans le bâtiment. Ils ont été engagés par le chanteur Fausto Mieli (Gianni Morandi) pour effectuer des travaux dans sa maison qui est située dans un village reculé de la chaîne des Apennins. Fausto, désormais à la retraite depuis plus de dix ans, a décidé de quitter la scène pour s'occuper de sa femme, Moira (Valeria Bruni Tedeschi), malade et devant se déplacer en fauteuil roulant. Mais il doit effectuer son retour prochainement lors d'un concert au village. Peu à peu, des tensions entre le couple et les deux frères apparaissent, conjugué à l'animosité des villageois et aux anciennes tensions familiales entre Elia et Cosimo.

## Fiche technique
- Titre : Padroni di casa
- Titre original : Padroni di casa
- Réalisation : Edoardo Gabbriellini
- Scénario : Edoardo Gabbriellini, Valerio Mastandrea, Francesco Cenni et Michele Pellegrini, d'après un sujet de Gabbriellini et Pierpaolo Piciarelli
- Photographie : Daria D'Antonio
- Montage : Walter Fasano
- Musique : Cesare Cremonini, Stefano Pilia et Gabriele Roberto (it)
- Scénographie : Francesca Di Mottola
- Producteur : Valentina Avenia, Luca Guadagnino, Marco Morabito et Massimiliano Violante
- Société de production : First Sun, Relief et Rai Cinema
- Pays d'origine :  Italie
- Langue : Italien
- Format : Couleur
- Genre : Comédie dramatique
- Durée : 90 minutes
- Dates de sortie :  Italie : 4 octobre 2012

## Distribution
- Valerio Mastandrea : Cosimo
- Elio Germano : Elia
- Gianni Morandi : Fausto Mieli
- Valeria Bruni Tedeschi : Moira Mieli
- Francesca Rabbi : Adriana
- Mauro Marchese : Calzolari
- Lorenzo Rivola : Davide
- Alina Gulyalyeva : Alina
- Giovanni Piccinini : Giovanni

## Distinctions

### Nominations
- Globe d'or de la meilleure photographie en 2013 pour Daria D'Antonio.
- Ruban d'argent de la meilleure chanson en 2013 pour Gianni Morandi et Cesare Cremonini avec Amor moi.
- Léopard d'or en 2012.